# الكسندر كينيدي سميث
الكسندر كينيدي سميث (بالإنجليزية: Alexander Kennedy Smith)‏ هو مهندس مدني ومهندس وسياسي أسترالي وبريطاني (وحمل سابقاً جنسية المملكة المتحدة لبريطانيا العظمى وأيرلندا)، ولد في 7 يوليو 1824 في المملكة المتحدة، وتوفي في 16 يناير 1881 في ملبورن في أستراليا.